# حسين توفيق باشا
حسين توفيق باشا الفيدينلي (بالتركية الحديثة: Vidinli Hüseyin Tevfik Paşa) ـ (فيدين، بلغاريا، 1832 ـ إسطنبول، 16 يونيو 1901) هو رياضياتي وسياسي وقائد عسكري عثماني، يعد مبتكر علم الجبر الخطي.
تعلم حسين توفيق في مدرسة المهندسخانة بإسطنبول، واشتغل بتدريس الرياضيات والعلوم. صدر كتابه «الجبر الخطي» في إسطنبول (الطبعة الأولى في 169 صفحة سنة 1882، والطبعة الثانية منقحة ومزيدة في 188 صفحة سنة 1892).